# Love Is a Stranger
Love is a Stranger er en sang af New Wave-gruppen Eurythmics' fra 1982.
Love is a Stranger blev først udgivet som et album sammen med 7 andre sange, og det var et stort flop for Eurythmics.
Men den blev senere blev genudgivet bare med et lidt hurtigere tempo, noget Movement Systems Drum Computer hen over og så et ekstra 'lag' vokal af Annie Lennox og blev et stort hit.
Sangen er desuden en af de få Eurythmics-sange som er produceret af andre end kun Dave Stewart, da Adam Williams også har medvirket i produktionen.